# 나크바의 날
나크바의 날(아랍어: يوم النكبة)은 1948년 이스라엘이 독립을 선언하면서 약 70만 명의 팔레스타인 사람이 추방당한 날로, 매년 5월 15일에 해당한다.

## 같이 보기
- 좌절의 날